# Schloss Berteroda
Das Berterodaer Schloss befindet sich im östlichen Teil des Ortes Berteroda, welcher seit 1994 ein Stadtteil der Stadt Eisenach in Thüringen ist.

## Geschichte
Im Jahre 1170 übergab ein Poppo de Sonneborn das Gut „Bernwarterode“ dem Kloster Fulda. Dieses Kloster blieb bis in die Napoleonische Zeit Mitbesitzer des Anwesens.
Die aus dem nahen Mihla stammende Adelsfamilie von Harstall erwarben 1452 das Gut Berteroda, sie waren zu diesem Zeitpunkt bereits in zahlreichen Orten im Werratal begütert. Berteroda wurde zu einem Nebensitz der Familie, Diedorfer Linie. Da die  landwirtschaftlichen Erträge in der Berterodaer Flur nur kärglich waren, weilten die Gutsherren zudem oft im Heeresdienst, 1832 starb diese Linie mit Sittich von Harstall im Mannesstamm aus. Andere Familienstämme traten das Erbe nur kurzfristig an, verkauften schließlich 1869 das Gut an einheimische Interessenten.

## Bauliches
Das heutige Schloss Berteroda entstand 1626 auf den massiven Grundmauern älterer Vorgängerbauten, zu denen auch der große Tonnenkeller zu rechnen ist. Im Dreißigjährigen Krieg wurde auch Berteroda mehrfach von Söldnernbanden heimgesucht, die Plünderer machten auch vor den nur scheinbar sicheren Schlössern des Landadels keinen Halt. Die ursprüngliche Anordnung der Gebäude und des Gutshofes ist heute nicht mehr zweifelsfrei zu erkennen. Auch der einst wehrhafte Charakter des Herrensitzes wurde schon zu dieser Zeit weitgehend aufgegeben. Die Ostseite mit dem heutigen Eingang ist durch vorgelagertes Mauerwerk gut geschützt. Mittlerweile umgibt die Mauer einen kleinen Park. Einen natürlichen Schutz erfuhr das Gut auch indirekt durch den Dorfteich sowie durch das nahe Bächlein – die Böber.
An der Nordseite der Schlossmauer findet sich eine fest eingefügte spätmittelalterliche Schießscharte mit der in Stein gehauenen Jahreszahl 1597.
Auf der Westseite ist ein halbrunder Turm vorgesetzt, genau an der gefährdetsten Stelle der Anlage errichtet. Die Südseite erscheint heute als am stärksten verändert.
Auf die massiven Mauern des Erdgeschosses wurde ein traditionelles Fachwerkgeschoss aufgesetzt.
Die Inschrift "Anno 1626" über dem Hauptportal an der Ostseite datiert diesen Bauabschnitt.
Das Innere des Gebäudes wurde wohl noch häufiger umgebaut. Das Schloss selbst diente als adliger Wohnsitz, war Schule und Gastwirtschaft und zuletzt Wohnhaus. Zeitweise waren auch die Amtsräume der Gemeinde dort untergebracht. Im Jahr 1869 erwarben mehrere Bauernfamilien des Ortes das Schlossgut und die Ländereien und teilten diese Liegenschaften unter sich auf.
Nach umfangreichen Sanierungsarbeiten in den letzten Jahren zeigt sich das Berterodaer Schloss heute in einem sehenswerten Zustand.

## Impressionen

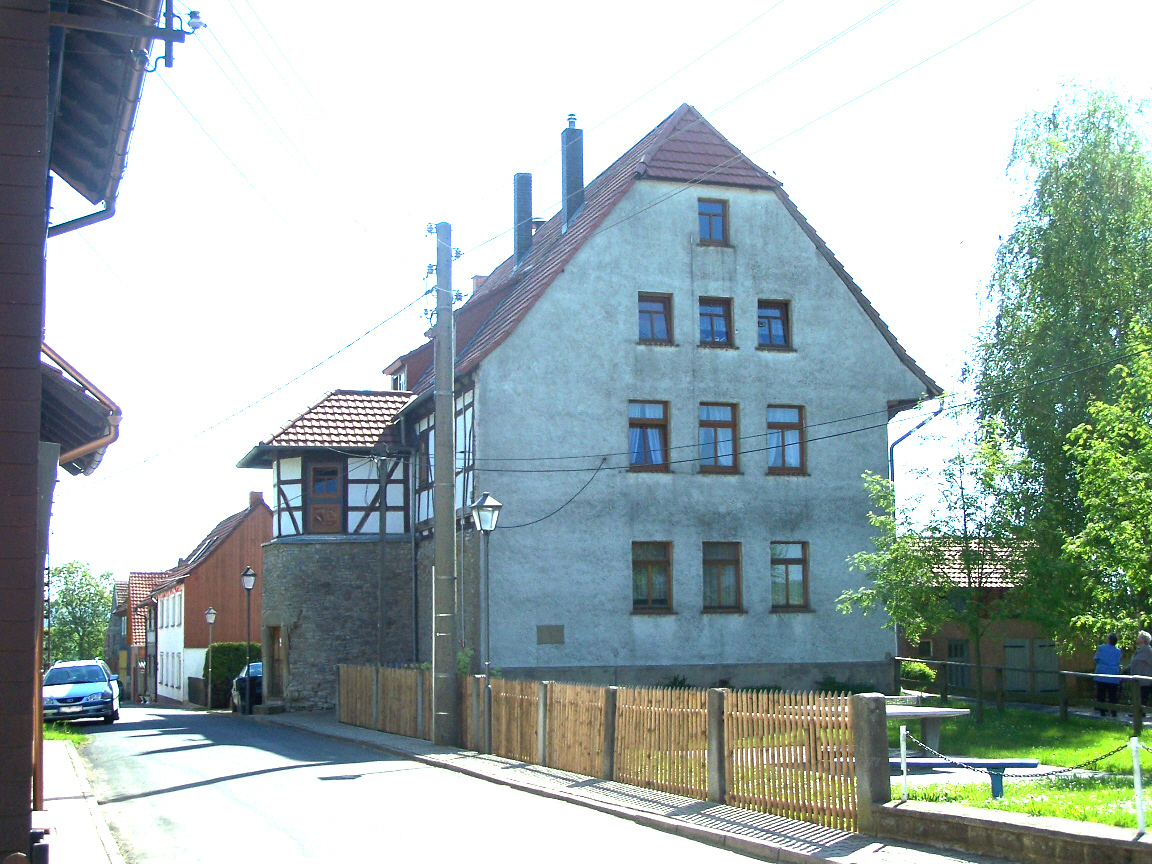
Ansicht von Westen
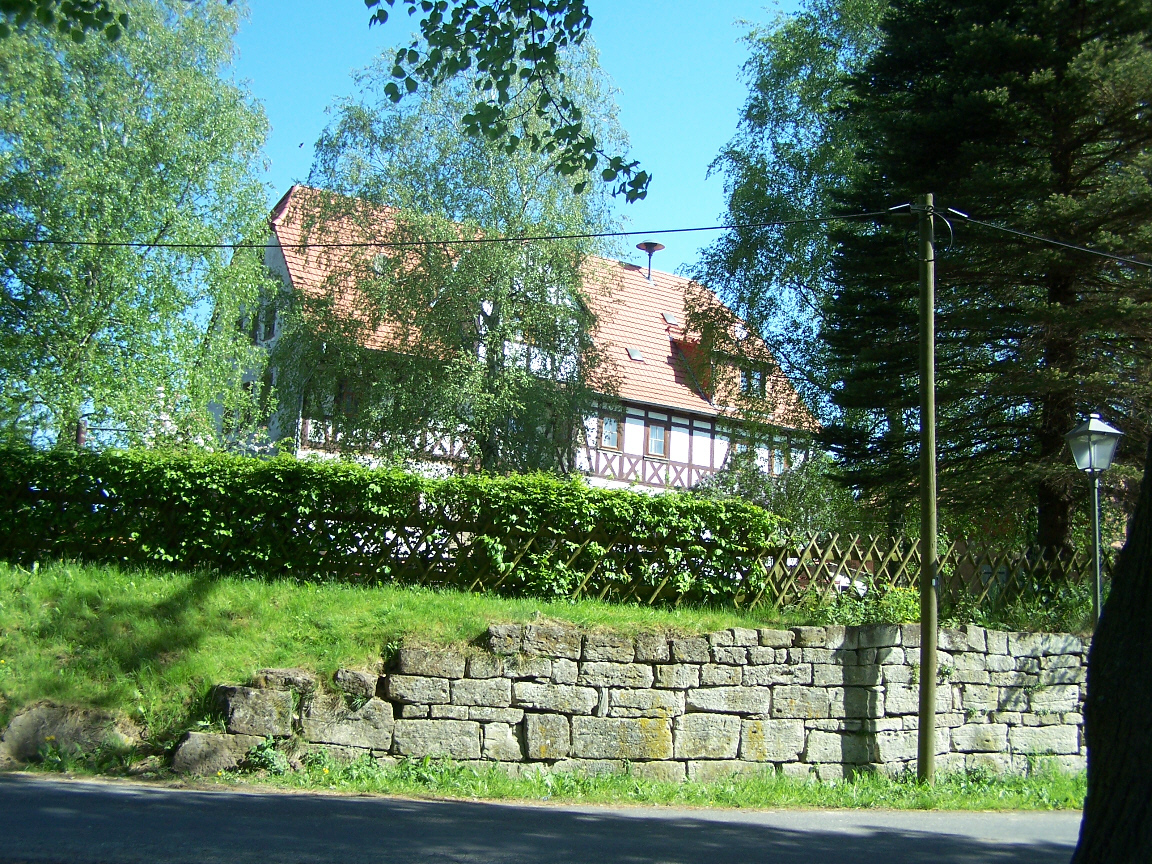
Ansicht von Süden mit Mauerresten